# Iglesia de San Miguel (Couselo)
La iglesia de San Miguel es un templo católico de la parroquia española de Couselo.

## Descripción
La iglesia está situada en la parroquia española de Couselo, del municipio de Cuntis, perteneciente a la provincia de Pontevedra. Aparece descrita en el séptimo volumen del Diccionario geográfico-estadístico-histórico de España y sus posesiones de Ultramar de Pascual Madoz con las siguientes palabras:

La igl. parr. dedicada á San Miguel, es reducida y de mala fáb.; sirve el culto un cura de provision ordinaria en concurso: en el átrio de la igl. se halla el cementerio.
(Madoz, 1847, p. 156)